# Abde Ezzalzouli
Abdessamad "Abde" Ezzalzouli (tiếng Ả Rập: عبد الصمد الزلزولي; sinh ngày 17 tháng 12 năm 2001), đôi khi được biết đến với cái tên Ez Abde, là một cầu thủ bóng đá chuyên nghiệp người Maroc hiện đang thi đấu ở vị trí tiền vệ cánh cho câu lạc bộ La Liga Real Betis và đội tuyển bóng đá quốc gia Maroc.

## Sự nghiệp câu lạc bộ

### Sự nghiệp ban đầu
Sinh ra ở Maroc, Ezzalzouli chuyển đến và sinh sống tại Tây Ban Nha cùng gia đình từ năm ba tuổi và bắt đầu sự nghiệp bóng đá trẻ tại khu phố Carrús, thành phố Elche. Anh từng gia nhập học viện Peña Ilicitana Raval CF và Promesas Elche CF. Anh từng thử sức tại Elche CF, câu lạc bộ lớn nhất tại nơi anh sống nhưng không được mời vào học viện của họ. Anh tiếp tục chơi cho các câu lạc bộ địa phương ở Elche cho đến khi huấn luyện viên của Hércules B là Antonio Moreno Domínguez đề nghị kí hợp đồng với anh, và Ezzalzouli sau đó đã gia nhập câu lạc bộ lớn nhất thành phố lân cận Alicante. Anh chuyển đến đội dự bị của Hércules vào năm 2016, bắt đầu sự nghiệp chơi bóng chuyên nghiệp tại đây vào năm 2019.

### Barcelona
Ezzalzouli chuyển sang Barcelona B vào ngày 31 tháng 8 năm 2021. Anh có trận ra mắt chuyên nghiệp cho Barcelona trong trận hòa 1–1 với Alavés tại La Liga vào ngày 30 tháng 10 năm 2021 khi vào sân thay người ở phút thứ 80. Do đó, Abde đã trở thành cầu thủ người Maroc đầu tiên khoác áo đội một của Barca. Anh ghi bàn thắng đầu tiên cho Barcelona trong trận hòa 2–2 trước CA Osasuna

## Sự nghiệp quốc tế
Ezzalzouli thi đấu cho U-20 Maroc tại Cúp U-20 Ả Rập 2020, ghi hai bàn sau năm trận.

## Thống kê sự nghiệp

### Câu lạc bộ
Tính đến 23 tháng 1 năm 2022
| Câu lạc bộ     | Mùa giải       | Giải đấu              | Giải đấu | Giải đấu | Cúp quốc gia | Cúp quốc gia | Châu Âu | Châu Âu | Khác | Khác | Tổng | Tổng |
| Câu lạc bộ     | Mùa giải       | Hạng đấu              | Trận     | Bàn      | Trận         | Bàn          | Trận    | Bàn     | Trận | Bàn  | Trận | Bàn  |
| -------------- | -------------- | --------------------- | -------- | -------- | ------------ | ------------ | ------- | ------- | ---- | ---- | ---- | ---- |
| Hércules B     | 2019–20        | Tercera División      | 17       | 5        | —            | —            | —       | —       | —    | —    | 17   | 5    |
| Hércules B     | 2020–21        | Tercera División      | 8        | 0        | —            | —            | —       | —       | —    | —    | 8    | 0    |
| Hércules B     | Tổng           | Tổng                  | 25       | 5        | —            | —            | —       | —       | —    | —    | 25   | 5    |
| Hércules       | 2019–20        | Segunda División B    | 4        | 0        | 1            | 0            | —       | —       | —    | —    | 5    | 0    |
| Hércules       | 2020–21        | Segunda División B    | 17       | 2        | 0            | 0            | —       | —       | —    | —    | 17   | 2    |
| Hércules       | Tổng           | Tổng                  | 21       | 2        | 1            | 0            | —       | —       | —    | —    | 22   | 2    |
| Barcelona B    | 2021–22        | Primera División RFEF | 10       | 1        | —            | —            | —       | —       | —    | —    | 10   | 1    |
| Barcelona      | 2021–22        | La Liga               | 10       | 1        | 1            | 0            | 0       | 0       | 1    | 0    | 12   | 1    |
| Tổng sự nghiệp | Tổng sự nghiệp | Tổng sự nghiệp        | 66       | 9        | 2            | 0            | 0       | 0       | 1    | 0    | 69   | 9    |

1. ↑  Ra sân tại Supercopa de España